# Anglesea
Anglesea – miasto w Australii, w stanie Wiktoria.